# Rottum (schip, 1985)
De Rottum is een veerboot die een veerverbinding onderhoudt tussen Lauwersoog en Schiermonnikoog.
Het schip is in 1985 gebouwd op Scheepswerf Hoogezand, in opdracht van rederij Wagenborg. Op 9 mei 1985 kwam het schip onder de naam Sier in dienst bij de rederij. Het werd ingezet op de route Holwerd-Ameland en voerde deze veerdienst 10 jaar lang uit, samen met het zusterschip Oerd.
Na de aanschaf van deze twee (bijna) identieke schepen kon de rest van de vloot verkocht worden of ingezet worden op de route Lauwersoog-Schiermonnikoog. Het schip Maria Louise werd verkocht aan rederij T. den Breejen te Zierikzee. De schepen Prins Willem IV en Prinses Anna werden ingezet op de route Lauwersoog-Schiermonnikoog, en werden omgedoopt in Brakzand, respectievelijk Simonszand.
Nadat de Sier 10 jaar dienst had gedaan werd door Wagenborg een nieuw schip aangeschaft, dat opnieuw Sier werd genoemd. Het oude schip werd omgedoopt in Rottum en werd overgeplaatst naar de route Lauwersoog-Schiermonnikoog v.v. De nieuwe Sier was in een andere stijl geverfd en de Rottum werd nu ook in deze nieuwe huisstijl geverfd. Omdat toeristen naar Schiermonnikoog geen auto mogen meenemen was op dit schip niet zo'n grote autocapaciteit nodig. Daarom werden aan de zijden van het schip de zonnedekken verbreed.
In 2011 en 2012 is het schip ingrijpend verbouwd bij Koninklijke Niestern Sander in Delfzijl. Alle verf werd van de buitenkant verwijderd, het vlak werd vervangen door een dubbelwandige bodem, de motoren vervangen door energiezuinige motoren, die het vermogen aanpassen aan de vermogensbehoefte aan boord, alle kabels en leidingen werden vervangen. Daarbij kreeg het schip airconditioning in de passagiersruimten en werden de salons, keuken, het buffet en de sanitaire ruimten opnieuw ingericht. Totale kosten: ruim zes miljoen euro. Het kwam 5 april 2012 weer in de vaart.